# 5355 Akihiro
5355 Akihiro è un asteroide della fascia principale. Scoperto nel 1991, presenta un'orbita caratterizzata da un semiasse maggiore pari a 2,3118739 UA e da un'eccentricità di 0,1673740, inclinata di 0,74437° rispetto all'eclittica.
L'asteroide è dedicato ad Akihiro Ueda, figlio dell'astronomo giapponese Seiji Ueda, scopritore dello stesso.